# Marsha Blackburnová
Marsha Blackburnová (Blackburn, rozená Wedgeworth; * 6. června 1952 Laurel, Jones County, Mississippi) je americká politička za Republikánskou stranu, od roku 2003 poslankyně Sněmovny reprezentantů za sedmý okrsek státu Tennessee. Předtím byla od roku 1999 do roku 2003 senátorkou Senátu Tennessee. V listopadu 2018 úspěšně kandidovala do Senátu Spojených států amerických na místo dříve zastávané republikánem Bobem Corkerem, jejím protikandidátem byl Phil Bredesen z Demokratické strany. Mandát poté obhájila i ve volbách v roce 2024.
Vystudovala Mississippskou státní univerzitu ve Starkville, kde získala v roce 1974 titul bakaláře z oboru hospodářství domácností.
Vyznáním patří mezi presbyteriány. Chuck Blackburn, zakladatel společnosti Strategic Sales Tactics Inc., je jejím manželem od roku 1974. Mají spolu dceru Mary, syna Chada a žijí v Brentwoodu na předměstí Nashvillu.